# عريب نجار
عريب عارف نجار (1947-) مخرجة أفلام وصحفية فلسطينية، ولدت في مدينة القدس، أنهت دراستها الثانوية ثم الجامعية الأولى في جامعة بيرزيت في بداية الثمانينات، ثم حصلت على شهادة بكالوريوس في الأدب الإنجليزي من الجامعة الأمريكية في بيروت في 1986، تابعت تعليمها في الولايات المتحدة وحصلت على الماجستير في فنون الإعلام والاتصالات من جامعة إنديانا، بلومينغتون في 1977. نالت  شهادة الدكتوراه من كلية الصحافة في جامعة انديانا في 1992.

## عملها
عملت مع التلفزيون الأردني في عمان مخرجة فيديو وأفلام للأخبار (1968-1970)، ثم كاتبة سكريبت ومخرجة لبرامج الأطفال (1970-1975)، كما وعملت مستشارة للمنظمة الدولية اليونيسيف لقسم الأطفال في أبو ظبي في الإمارات العربية المتحدة لمدة 6 أشهر في (1974-1975).
عادت إلى الضفة الغربية وعملت محاضرة من (1983-1986)، وعملت بشكل جزئي كمحررة ومصورة لمكتب العلاقات العامة في جامعة بيرزيت ومساعدة لنائب الرئيس من (1984-1985)، حصلت على موقع مساعدة مدرب في جامعة إنديانا خلال (1986-1987)، ثم مدربة في جامعة كارولينا الشرقية من (1988-1991)، منذ 1991 عملت أستاذة مساعدة في الصحافة في قسم الاتصال في جامعة شمال إلينوي في الولايات المتحدة، عملت كحكم لمسابقة التصوير الفوتوغرافي الصحفي لأعضاء رابطة صحيفة شمال إلينوي منذ 1991، أستاذة زائرة في جامعة نيويورك، وهارفارد، وكليو هاميلتون في نيويورك، وجامعة هاواي وجامعة كاليفورنيا (لوس أنجلوس). حصلت على منحة كجائزة للبحث حول الضفة الغربية خلال السنة الدراسية (1999-2000)، وعملت في مجلس صحافة الجامعة في جامعة شمال إلينوي منذ 2003، عضو في جمعية تعليم الصحافة والاتصال الجماهيري، كولومبيا، رابطة الاتصال الدولي مقرها واشنطن، ومنتسبة في مؤسسة النساء لحرية الصحافة.
عرضت صورها الفوتوغرافية في عدة مناسبات، ألَّفت العديد من المقالات والكتب في مواضيع متعلقة بالمرأة والإعلام، وشاركت مع كيتي وارنوك في تأليف صور المرأة الفلسطينية.